# Норик (ссавець)
Норик (Terricola) — рід гризунів родини Щурових (Arvicolidae), представник триби Arvicolini.

## Систематика
Один з найдавніших родів родини щурових у сучасній фауні Європи.
У середині й до кінця 20 ст. види роду відносили до роду полівок у широкому розумінні (Microtus sensu lato).
Родовий ранг і поточну наукову назву Terricola відновлено після досліджень І. Загороднюка та П. Ле-Комте (1989–1992), і на сьогодні окремішність цієї систематичної групи не викликає сумнівів (Загороднюк, 2012, Павлинов, Лиссовский, 2012).

## Видовий склад роду
Рід включає близько 16 сучасних видів.
Terricola bavaricus — норик баварський → Terricola liechtensteini

Terricola brachycercus — норик калабрійський

Terricola daghestanicus — норик дагестанський

Terricola duodecimcostatus — норик провансальський

Terricola felteni

Terricola gerbei

Terricola liechtensteini

Terricola lusitanicus

Terricola majori

Terricola multiplex — норик альпійський

Terricola savii

Terricola schelkovnikovi — норик Шелковнікова

Terricola schidlovskii — норик Шидловського

Terricola subterraneus — норик підземний

Terricola tatricus — норик татринський

Terricola thomasi

## РідTerricolaу фауні України
У фауні України — два види:
- Норик підземний (Terricola subterraneus (Selys-Longchamps, 1836))
- Норик татринський (Terricola tatricus (Kratochvil, 1952)).